# 宮崎政久
宮崎 政久（みやざき まさひさ、1965年〈昭和40年〉8月8日 - ）は、日本の政治家・弁護士。自由民主党所属の衆議院議員（5期）、衆議院経済産業委員長。
厚生労働副大臣、法務大臣政務官を歴任した。弁護士法人那覇綜合代表弁護士。沖縄国際大学非常勤講師。姓の漢字の「崎」は正確には、立崎の「﨑」。

## 経歴
1965年（昭和40年）8月8日、長野県上田市に生まれる。父親の転勤に伴い、埼玉県立春日部高校を経て明治大学法学部法律学科に進学。大学卒業後の1992年（平成4年）に司法試験に合格し、司法修習生（47期）となった。
修習地として那覇地裁を選んだのを機に沖縄県に移住。県収用委員会委員長や各種訴訟の行政側代理人を務めた保守系弁護士の小堀啓介に師事し、2004年（平成16年）まで小堀啓介法律事務所（現在の琉球法律事務所）に勤務した。この間に小堀の勧めもあって日本青年会議所のメンバーとなり、その後、2005年社団法人日本青年会議所沖縄地区協議会会長に就任した。
2004年（平成16年）に那覇市内に宮崎法律事務所を開設し独立。2011年（平成23年）には形態を弁護士法人に改め、事務所名も「弁護士法人那覇綜合」とした。企業法務を中心に取り扱う弁護士として活動する傍ら、沖縄県法律顧問・内閣府沖縄振興審議会専門委員・沖縄県行政改革懇話会専門委員長など行政関係の要職を歴任した。
2012年（平成24年）2月29日、安次富修の後任として自民党沖縄2区支部長に就任。同年12月の第46回総選挙では「沖縄の経済振興」「例外なき聖域なき関税撤廃を交渉条件とするTPPには反対」「待機児童、保育園の問題解決」「日米地位協定全面改定」「オスプレイ県内配備の見直し」「米軍普天間基地の県外移設」などを公約に掲げて選挙戦に臨んだものの、社会民主党公認の現職・照屋寛徳に約18,000票差の大差で敗れた。だがこの選挙では自民党が大勝を収め、比例九州ブロック圏内では宮崎と鹿児島3区の宮路和明を除く全小選挙区候補者が小選挙区で当選したため比例復活することができた。
選挙後は第2次安倍内閣が普天間基地の名護市辺野古への移設を進めていく中で、普天間基地移設問題に関しては名護市辺野古への移設を容認する方向に転換した（後述）。
2014年（平成26年）12月14日の第47回衆議院議員総選挙では沖縄2区から立候補し、再び照屋に敗れたものの、比例復活で再選。
2017年（平成29年）10月22日の第48回衆議院議員総選挙では沖縄2区から立候補し、再び照屋に敗れ、比例復活もならず落選。次点であるが、次々点である比嘉奈津美との惜敗率の差は、僅か0.017パーセントだった。
2018年（平成30年）11月11日に比例九州ブロックで当選していた園田博之が死去したことに伴い、同月21日に中央選挙管理会が開かれ、宮崎の繰り上げ当選が決定、翌22日に当選の旨が告示された。
2021年（令和3年）10月31日の第49回衆議院議員総選挙では沖縄2区から立候補し、照屋の後継の新垣邦男に敗れたものの、比例復活で（前回の繰上当選も含めて）4選。2022年（令和4年）2月3日、自民党幹事長特別補佐に就任。2023年（令和5年）9月15日、第2次岸田第2次改造内閣にて厚生労働副大臣に就任。
2024年（令和6年）10月31日の第50回衆議院議員総選挙では沖縄2区から立候補し、再び新垣に敗れたものの、比例復活で5選。
同年11月13日、衆議院経済産業委員長に選出された。

## 政策・発言

### 憲法改正
日本国憲法の制定過程において沖縄県民が参加していないことに触れ、「沖縄県民も参加して、新たに全国民の手で制定されることが必要である」と主張し、憲法改正に賛成。集団的自衛権の行使を禁じた政府の憲法解釈を見直すことに賛成。

### 安全保障・治安
日本の核武装について検討すべきでないとしている。

### 家族制度
選択的夫婦別姓制度について、「国民の意見をもう少し見極めるべき」としている。その後、2017年の朝日新聞によるアンケートにおいては、選択的夫婦別姓制度導入にどちらかと言えば賛成、としている。

### 基地負担軽減
過重な基地負担に苦しむ沖縄の負担を少しでも県外に分かち合ってもらうべく、国内各地の基地所在市町村などをまわり、2016年12月3日には全国16市町議会の議長が世話人となった、沖縄の基地負担軽減を目指す「沖縄の基地負担軽減を考える議員有志の会」の結成にこぎつけた。普天間飛行場の空中給油機KC-130の受け入れなど、沖縄の基地負担の軽減に積極的であった桑原敏幸代表世話人（山口県岩国市議会議長）は「一緒になって沖縄の基地負担を軽減しよう。できることは全面的に協力する」と述べ、沖縄の現状について理解を深める活動を全国で展開する方針や活動支援を求める政府への要望を盛り込んだ。また、米軍専用施設が沖縄に集中していることに問題意識を持ち、自衛隊との共同使用を進めることで、沖縄の基地負担の軽減につなげることを持論としている。

### 基地の騒音問題
2013年4月15日の衆議院予算委員会において米軍基地等の防衛施設によって発生する騒音対策として防衛施設周辺の生活環境の整備等に関する法律に基づき行われる防音工事が、これまで認可保育所のみを対象とし、認可外保育施設が助成対象となっていなかった問題を取り上げ、入所する子供たちを差別する必要があるのかと防衛省に対して指摘し、小野寺五典防衛大臣から前向きな答弁を引き出した。

### 普天間基地移設問題
普天間基地移設問題について、第46回総選挙出馬に際して「普天間基地の県外移設」を公約として掲げていた。自身の公式サイトで「普天間飛行場は、危険性除去のために最も早く確実な方法として県外へ移設すべきと考えます」と述べていたほか、基地移設先に関する考えを問う毎日新聞の候補者アンケートに対して「沖縄県以外の国内」と回答していた。2013年（平成25年）4月、自民党の西銘恒三郎衆議院議員（沖縄4区）と島尻安伊子参議院議員（沖縄県選挙区）が相次いで辺野古容認派に転向した。これに対して宮崎は当初は県外移設を模索すべきとして、同年7月の参院選で党が辺野古移設推進を打ち出した際にも「政府は現行計画に固執することなく、県外、国外含めさまざまな代替案を検討すべきだ」と主張した。同年4月に日米両政府によって発表された「沖縄における在日米軍施設・区域に関する統合計画」において普天間飛行場を含む嘉手納基地以南の米軍施設の返還スケジュールが具体的に提示され、また同年10月に開催された「2+2」において辺野古移設に対して両国が責任を持って力強く進めることが日米双方で確認された。更に同年11月、副総裁の高村正彦ら党幹部が「辺野古容認に転じなければ離党勧告もあり得る」と示唆した。幹事長の石破茂と面談や地元関係者との調整後の同月24日、自身の後援会および選挙区内議員総会を開催し、「普天間飛行場の固定化を回避し、その危険性除去を最も早く最も確実に実現するためには、いかなる可能性もいかなる選択肢も排除すべきではない」ことを確認の上、記者会見を開き県民に説明した。翌25日には自民党本部において石破幹事長との面談に臨んでいる。翌26日には首相官邸において菅義偉官房長官と面会し、安倍総理宛に申入書を手渡し、「普天間飛行場の現実と宜野湾市民の生活を前にして、ひとつの考えに固執して普天間飛行場の危険性除去への途を狭めることは絶対に出来ない。いかなる可能性もいかなる選択肢も排除せず、特定の考えに固執することなく、ただ、普天間飛行場の固定化を認めず、危険性を除去するため、忠実に誠実に全力を尽くしたい」「初当選を果たした昨年の総選挙以来、普天間飛行場の危険性除去、全面返還を求めることが原点であり、普天間飛行場の危険性除去のために最も早くて確実な方法を選択すべきであることを主張」してきたと述べ、辺野古移設を選択肢として否定しない考えを表明する一方、統合計画で示されたスケジュールよりもさらに一日も早い普天間飛行場の危険性除去や、KC-130空中給油機の早期県外移転などを要望している。宮崎は後日自身の公式サイト上で、「私の主張は『普天間飛行場の危険性除去に最も早く確実な方法を選択する』という点で一貫している」「チラシには『現在一番早くて確実な方法を考えると県外移設』と記載したが、当時とは状況が変化している」「普天間の固定化を避け危険性を除去するために『一番早くて確実な方法』を考えるという公約に照らして、『辺野古移設も含めていかなる選択肢も排除すべきではない』とした」と述べている。

### 琉球民族の先住民族論
国連が琉球民族を先住民族として認めるよう、日本政府に対して勧告してきたことを国会で取り上げ、「誠に失礼な話だ。民族分断工作と言ってもよい。放置しないでほしい」「尖閣諸島を含む沖縄の土地や天然資源が、どこに帰属するのかを問題にされかねない。沖縄は尖閣諸島を含めて日本の国土だ」「私たち沖縄県民はまぎれもなく日本人で、先住民族ではない」と主張した。これに対して外務省は「沖縄に住んでいる人々は長い歴史の中で特色豊かな文化、伝統が受け継がれていると認識しているが、政府として先住民族として認識している人々は、アイヌの人々以外には存在しない」と従来の政府見解を述べる一方、木原誠二外務副大臣は「わが国の実情を正確に反映していない勧告・意見については、これまでも事実上の撤回・修正をするように、そのプロセスの中で働きかけを行ってきているし、これからもしっかりと行っていきたい」と、新たな勧告が出る際には日本政府の意向を反映させたい考えを表明した。この問題については、沖縄県内でも抗議運動が広がり、豊見城市議会や石垣市議会でも国連における「日本の先住民族撤回求める意見書」が賛成多数で採択されている。

### コミケ問題
テロ等準備罪の審議の過程の中で著作権侵害が対象犯罪に入っていることを不安に思った同人関係者が、著作物の二次使用がテロ等準備罪の対象となるのではないかとネットで書き込んだことを法務委員会で取り上げた。政府は、テロ等準備罪は組織的犯罪集団による犯罪が対象となること、一般人による同人活動はこの要件を満たさないのでテロ等準備罪の対象とならないと答弁した。
また、TPPにおいて著作権が非親告罪化されることに対する不安が広まった際も、自民党のネットTVにおいて「まさに今申し上げた同人誌とかでみなさん方がパロディなどいろいろな行為をやっておられることは、親告罪のままということですので、非親告罪にはなりませんので、ここはご安心をしていただければと思います」と明確に否定する発言を紹介している。

### 差別問題
部落差別の解消にも熱心に取り組み、「部落差別の解消の推進に関する法律」の制定にあたっては、同法の提案者として衆参の法務委員会での質疑で答弁に立った
2017年4月、ハスミトシコがイラストを描き、冒頭から「"平和主義"を唱えるのは"反日集団"」などと断言していた青林堂の沖縄ヘイト本『沖縄の危機!『平和』が引き起こす暴力の現場』を、国会議員として共著していたことが問題となった。

### 皇室制度
女性宮家の創設に反対。

### 県民投票不参加指南
2018年12月、自民党系の議員を対象にした勉強会に参加した宮崎が、住民投票の請願のために最低限必要な署名の約四倍が集まった辺野古埋め立ての賛否を問う県民投票の実施について「否決することに全力を尽くすべきである」などと書かれた指南書を配布していたことが報じられた。2019年1月16日、記者会見に出席した宮崎は勉強会や文書については、地方議員からの「要望を踏まえたもの」だと強調した。1月12日、宮崎がかつて副会長を務めたこともある沖縄弁護士会は、一部の県民から県の意思形成に参加する機会を奪うことは法の下の平等の見地から「極めて不合理」「決して許されない」と声明を出した。

## 人物・不祥事

### 統一教会との関係
- 2019年11月10日、世界平和統一家庭連合（旧統一教会）沖縄教区長の外間鎮模が実行委員長を務める集会「希望の家庭講演会」が宜野湾市の長田区公民館で開催される[46]。「世界平和青年学生連合」初代会長の稲森一郎[47]が講演をし、「小中学生にゲイやレズ、バイを授業で教える必要があるのか」と題したチラシを配布した。外間は「性の多様性を認める条例が家庭崩壊をもたらす」と発言した。宮崎は冒頭で挨拶し、来賓として宜野湾市議会議員の上地安之、桃原朗、山城康弘、呉屋等が出席した[46][48]。

### 政治資金問題
- 2013年、前年分の政治資金収支報告書によると、辺野古移設関連工事の受注業者から30万円の政治献金を受け取っていたと日本共産党の機関紙しんぶん赤旗が報じた[49]。
- 2014年、衆議院選挙前に、米軍普天間飛行場（沖縄県宜野湾市）の同県名護市辺野古への移設工事を受注した業者が宮崎に対し寄付を行っていた[50]。国と契約を結ぶ業者からの国政選挙に関する寄付は、公職選挙法で禁止（特定寄付の禁止）されている[50]。
- 2017年、衆院選期間中、沖縄県の選挙区から出馬した自民党の3議員（西銘恒三郎、国場幸之助、宮崎）が代表を務める政党支部が、15年に米軍普天間飛行場（宜野湾市）の名護市辺野古移設の関連工事を受注した業者から献金を受けていたことを報じられ、西銘と国場の事務所は取材に「誤解を与えないよう返金した」とコメントした。一方、宮崎の事務所は「担当者が不在で対応できない」とし、各支部の政治資金収支報告書によると、献金をしたのは沖縄県浦添市の建設業者。各支部にそれぞれ20万円ずつ寄付していた[51]。

### カジノ（IR）汚職事件
2020年1月3日、統合型リゾート（IR）をめぐる汚職事件で、贈賄側とされる中国企業500ドットコム顧問の元浦添市議が「現金を渡した」と供述した五人の衆議院議員の一人として名前があがる。現職の大臣政務官でもある宮崎は現金受領を否定、顧問の紺野昌彦とは「当選後に面識はない」 と主張。1月9日、琉球新報の調査で宮崎議員が2014年11月から15年1月にかけて紺野の代理人を務めていたことが判明。宮崎は「事務所の法人として請け負ったもの」「当時も紺野氏とは一切やりとりをしていない」と琉球新報に抗議文を送る。1月10日、当選後の2013年に三人で夕食会を共にした写真の存在が明らかになると、今度は「私が容疑者の男と一切の関わりを持っていないという発言とは矛盾しない」と述べた。2020年2月、東京地方検察庁特別捜査部は、100万円は少額として500ドットコムが現金を渡したとする衆議院議員5人全員を不起訴にした。

## 著作

### 共著
- 「交通事故に関する弁護士活動マニュアル」（1997年、 第一法規出版）
- 「会社役員をめぐる法律相談」（2001年、学陽書房）ISBN 9784313511118
- 「会社と社員の法律相談」（2005年、 学陽書房）ISBN 9784313511385
- ロバート・D・エルドリッヂ、宮崎政久、仲村覚、仲新城誠、兼次映利加『沖縄の危機! ―『平和』が引き起こす暴力の現場』青林堂、2017年1月20日。ISBN 978-4792605773。

## 寄稿
- 「労働時間管理のため、今企業がなすべきこと」『月刊経営2、3月号』（2008年 、沖縄県経営者協会）
- 「適正な人事管理のために」『月刊経営6、7月号』（2010年、沖縄県経営者協会）

## 所属団体・議員連盟
- 日米国会議員連盟
- 日中友好議員連盟
- 日韓議員連盟
- 日華議員懇談会
- 更生保護を考える議員の会
- 超党派で再犯防止を進める議員連盟
- ハンセン病対策議員懇談会
- ダンス文化振興議員連盟
- 国際観光産業振興議員連盟
- 自民党モータースポーツ振興議員連盟
- 自由民主党美ら島議員連盟
- 全国保育関係議員連盟
- 港湾議員連盟
- 空手道推進議員連盟
- 野球振興議員連盟
- 世界自然遺産を活かした南西諸島活性化議員連盟
- 日本会議国会議員懇談会[59]
- みんなで靖国神社に参拝する国会議員の会[59]

## 選挙歴
| 当落 | 選挙                   | 執行日         | 年齢 | 選挙区      | 政党       | 得票数    | 得票率 | 定数 | 得票順位 /候補者数 | 政党内比例順位 /政党当選者数 |
| ---- | ---------------------- | -------------- | ---- | ----------- | ---------- | --------- | ------ | ---- | ------------------ | ---------------------------- |
| 比当 | 第46回衆議院議員総選挙 | 2012年12月16日 | 47   | 沖縄県第2区 | 自由民主党 | 5万5373票 | 36.92% | 1    | 2/4                | 2/7                          |
| 比当 | 第47回衆議院議員総選挙 | 2014年12月14日 | 49   | 沖縄県第2区 | 自由民主党 | 5万2156票 | 37.81% | 1    | 2/2                | 7/8                          |
| 繰当 | 第48回衆議院議員総選挙 | 2017年10月22日 | 52   | 沖縄県第2区 | 自由民主党 | 6万4247票 | 41.07% | 1    | 2/2                | 8/7                          |
| 比当 | 第49回衆議院議員総選挙 | 2021年10月31日 | 56   | 沖縄県第2区 | 自由民主党 | 6万4542票 | 40.96% | 1    | 1/4                | 7/8                          |
| 比当 | 第50回衆議院議員総選挙 | 2024年10月27日 | 59   | 沖縄県第2区 | 自由民主党 | 4万7272票 | 32.46% | 1    | 2/5                | 7/7                          |